# Georges Counts
George Sylvester Counts (9 décembre 1889 – 10 novembre 1974)  est un pédagogue et un influent théoricien de l'éducation.
Un des premiers tenants de l'éducation progressive de John Dewey, il en devient un des critiques en se rapprochant du reconstructionnisme social. Counts est aussi crédité d'avoir influencé plusieurs théories dont la  pédagogie critique. Actif dans le domaine politique, il a dirigé des syndicats d'enseignants et s'est présenté au Sénat des États-Unis. Il a enseigné pendant trente ans auTeachers College (section de formation des enseignants de l'Université Columbia).

## Écrits sur counts
- Austin, J. George Counts at Teachers College, 1927-1941;: A study in unfulfilled expectations.
- Braun, R. (2002) Teachers and Power. Touchstone Publishers.
- Berube, M. (1988) Teacher Politics. Greenwood Press.
- Cremin, L.A. (1964) The transformation of the American school: Progressivism in American education 1876–1957. New York: Vintage.
- Gutek, G. (1970) The Educational Theory George S. Counts. Ohio: Ohio State University Press.
- Ornstein, A, & Levine, D. (1993) Foundations of Education. Boston: Houghton Mifflin Company.
- Sheerin, W. (1976) "Educational Scholarship and the Legacy of George S. Counts," Educational Theory 26(1), 107–112.
- Dennis, L. (1990) George S. Counts and Charles A. Beard: Collaborators for Change. (SUNY Series in the Philosophy of Education). State Univ of New York Press.